# Xi Ophiuchi
Xi Ophiuchi (ξ Ophiuchi, förkortat Xi Oph, ξ Oph) som är stjärnans Bayerbeteckning, är en trippelstjärna belägen i den södra delen av stjärnbilden Ormbäraren. Den har en skenbar magnitud på 4,39 och är synlig för blotta ögat. Baserat på parallaxmätning inom Hipparcosuppdraget på ca 57,6 mas, beräknas den befinna sig på ett avstånd av ca 57 ljusår (17 parsek) från solen.

## Egenskaper
Primärstjärnan i Xi Ophiuchi är en gulvit dvärgstjärna i huvudserien av spektralklass F2V. Den har en massa som är 1,4 gånger solens massa och en uppskattad radie som är ca 1,4 gånger större än solens. Den utsänder från dess fotosfär 4,4 gånger mera energi än solen vid en effektiv temperatur på ca 6  850 K.
I trippelstjärnan Xi Ophiuchi ingår också komponent B som har en magnitud på 8,9 och en separation på 3,5 bågsekunder och komponent C med en magnitud på 13,7 och en separation på 10,8.